# Tú Lệ
Tú Lệ là một xã thuộc tỉnh Lào Cai, Việt Nam.
Xã Tú Lệ có diện tích 28,67 km², dân số năm 2019 là 6.269 người, mật độ dân số đạt 219 người/km².